# Storålam Økologi
Storålam Økologi ApS eller Storålam er en dansk fåreavlsvirksomhed, der er lokaliseret ved Holstebro. Virksomhedens nuværende selskab blev etableret af Jørgen Blazejewicz og Laust Ladefoged Blazejewicz i 2020, der også er ejere af virksomheden. I maj 2018 fik Storålams 1.600 får 2.500 nye lam, hvilket gjorde det til Danmarks største fåreavler.